# Amt Spreenhagen
Das Amt Spreenhagen ist ein 1992 gebildetes Amt im Landkreis Oder-Spree des Landes Brandenburg, in dem sich ursprünglich sieben Gemeinden im damaligen Kreis Fürstenwalde zu einem Verwaltungsverbund zusammengeschlossen hatten. Sitz der Amtsverwaltung ist die Gemeinde Spreenhagen. Durch Eingliederungen und Gemeindezusammenschlüsse hat sich die Zahl der amtsangehörigen Gemeinden auf drei Gemeinden reduziert.

## Geographische Lage
Das Amt Spreenhagen liegt im Westen des Landkreises Oder-Spree und grenzt im Westen an die amtsfreie Stadt Königs Wusterhausen (Landkreis Dahme-Spreewald) und an den Bezirk Treptow-Köpenick (Berlin), im Norden an die amtsfreie Stadt Erkner und die amtsfreie Gemeinde Grünheide (Mark), im Osten an die amtsfreie Stadt Fürstenwalde/Spree und im Süden an das Amt Scharmützelsee, die amtsfreie Stadt Storkow (Mark) und die amtsfreie Gemeinde Heidesee (Landkreis Dahme-Spreewald). Nächstgelegene Bahnstrecken sind die Bahnstrecke Grunow–Königs Wusterhausen und die Bahnstrecke Berlin–Guben.

## Gemeinden und Ortsteile
Das Amt Spreenhagen verwaltet drei Gemeinden:
- Gosen-Neu Zittau mit den Ortsteilen Gosen, Neu Zittau, Burig und Steinfurt
- Rauen
- Spreenhagen mit den Ortsteilen Braunsdorf, Hartmannsdorf, Neuhartmannsdorf, Lebbin und Markgrafpieske

## Geschichte
Der Minister des Innern des Landes Brandenburg erteilte der Bildung des Amtes Spreenhagen am 20. Juli 1992 seine Zustimmung. Als Zeitpunkt des Zustandekommens des Amtes wurde der 31. Juli 1992 festgelegt. Das Amt hat seinen Sitz in der Gemeinde Spreenhagen und bestand zunächst aus sieben Gemeinden im damaligen Kreis Fürstenwalde:
1. Braunsdorf
2. Gosen
3. Hartmannsdorf
4. Markgrafpieske
5. Neu Zittau
6. Rauen
7. Spreenhagen

Zum 31. Dezember 2001 wurde Braunsdorf in die Gemeinde Spreenhagen eingegliedert. Zum 31. Juli 2002 bildeten die Gemeinden Hartmannsdorf und Spreenhagen die neue Gemeinde Spreenhagen. Zum 26. Oktober 2003 wurde die Gemeinde Markgrafpieske per Gesetz in die Gemeinde Spreenhagen eingegliedert, und die Gemeinden Gosen und Neu Zittau bildeten die neue Gemeinde Gosen-Neu Zittau. Damit bestand das Amt Spreenhagen aus nur noch drei Gemeinden.

## Bevölkerungsentwicklung
| Jahr | Einwohner |
| ---- | --------- |
| 1992 | 6 682     |
| 1995 | 6 922     |
| 2000 | 7 785     |
| 2005 | 8 152     |
| 2010 | 8 289     |
| 2015 | 8 263     |

| Jahr | Einwohner |
| ---- | --------- |
| 2020 | 8 803     |
| 2021 | 8 878     |
| 2022 | 8 674     |
| 2023 | 8 711     |
| 2024 | 8 636     |

Gebietsstand des jeweiligen Jahres, Einwohnerzahl: Stand 31. Dezember, ab 2011 auf Basis des Zensus 2011, ab 2022 auf Basis des Zensus 2022

## Amtsdirektor
- 1992–2023: Hans-Joachim Schröder
- seit 2024: Sascha Sefeloge

Schröder wurde am 11. April 2016 durch den Amtsausschuss für seine vierte achtjährige Amtsperiode gewählt.
Sefeloge wurde im Oktober 2023 durch den Amtsausschuss für eine achtjährige Amtszeit gewählt.